# Colin McRae: DiRT 2
Colin McRae: Dirt 2 (поза Європою відомий як Dirt 2) — відеогра в жанрі перегони, що вийшла у 8 вересня 2009 для ігрових консолей та 4 грудня для персональних комп'ютерів, сиквел гри Colin McRae: DiRT. Це перша гра в серії McRae після смерті Коліна і остання яка носить його ім'я у назві. DiRT 2 базується на модифікованому першому поколінні рушія EGO Engine, з поліпшеною фізикою, ушкодженнями та візуальними ефектами. Новий рушій дозволяє збільшити дозвіл текстур вдвічі (порівняно з DiRT та GRID).
Також в DiRT 2 розширено автопарк. У ньому присутні ліцензовані автомобілі, багі, позашляховики, спеціально відібрані для агресивних та швидких гонок. Також присутній новий, просунутий режим мультиплеєра.

## Ігровий процес
У Colin McRae: Dirt 2 є п'ять перегонних дисциплін, всі з яких можна відтворювати в режимі офлайн (проти ботів AI, коли це застосовано) та в Інтернеті. Крім того, включені три «спеціальні режими». DiRT 2 базується на модифікованому першому поколінні рушія EGO Engine, який дозволяє збільшити дозвіл текстур вдвічі (порівняно з DiRT та GRID), а також оновити фізичний двигун, який моделює реалістичну передачу ваги під час повороту маневрів, що дозволяє гравцеві застосовувати передові методики водіння. 
- Ралі-гонки відбуваються на позашляхових дорогах, які зазвичай включають громадські (закриті) маршрути та технічно складні курси. Зазвичай за допомогою поетапних стартів кожен водій змагається проти годинника суперника. Крім того, під час змагань з ралі присутній співавтор, який постійно читає примітки, щоб вести водія по вузьких та звивистих доріжках довжиною до 6 км.
- У гонках з ралікросу беруть участь автомобілі, ідентичні тим, які використовуються у змаганнях з ралі; проте самі перегони дуже відрізняються. Кожна гонка з ралі-кросу включає до восьми гонщиків, які змагаються у кількох кільцях, на трасах змішаного типу поверхні. Доріжки, напів асфальтованих та напів брудних, існують у закритих приміщеннях, таких як на стадіонах чи навколо них, і мають довжину приблизно від 1 до 1,5 км.
- Рейдові перегони - це змагання з кількома автомобілями за участю важких транспортних засобів, наприклад, баггі та Trophy Truck. Кожна гонка починається з одночасного старту до восьми учасників, доріжки в середньому становлять 5 км.
- Landrush подія схожа на рейдові перегони, але відбуваються по контуру. Кожна подія включає вісім гонщиків на ґрунтовій доріжці довжиною близько 1 км і передбачає кілька кіл.

### Colin McRae Challenge
Colin McRae Challenge - особлива подія, яка розблоковується наприкінці гри. У турі три гонки, відвідуючи Китай, Хорватію та Малайзію. Усі водії користуватимуться Ford Escort Mk II. Що стосується цього виклику, це те, що регулярне поєднання водіїв було замінено на шотландського походження, наприклад, членів родини Коліна Мак-Рей та нинішніх гоночних водіїв, що приїхали з тієї самої країни, як Девід Культхард та Даріо Франчітті. Ці конкуренти виступають лише у цій події:
- Джиммі Мак-Рей - батько Коліна, п'ятикратний чемпіон Великої Британії з ралі
- Алістер Мак-Рей - брат Коліна, чемпіон Великої Британії з ралі 1995 року та чемпіон з ралі в Азії та Тихому океані 2011 року
- Арі Ватанен - легендарний чемпіон WRC
- Девід Культхард - колишній водій Формули-1 і близький друг, носив спеціальний шолом для 2007 Japanese GP at Suzuka
- Валентино Россі - він же "Доктор", один з найуспішніших велосипедистів коли-небудь, і випадковий водій ралі, який змагався проти Коліна в 2005 році в Monza Rally Show
- Даріо Франчітті - шотландський водій IndyCar, найуспішніший британський водій в Америці та друг Коліна

### Мультиплеєр
У Colin McRae: Dirt 2 є набір режимів для кількох гравців, у яких користувач може брати участь, для при своєму власному обліковому записі на основних платформах ігровий онлайн сервіс: PlayStation Network, Games for Windows — Live та Xbox Live, а також локальний мультиплеєр. До восьми гравців можуть змагатися в рейтингових (Pro Tour) або невизначених матчах (Jam Session). У межах категорії "Jam Session" на будь-якій колії можна використовувати будь-який клас автомобілів; гра дає змогу господарям знати, коли комбінація не обов'язково доцільна, наприклад, автомобілі Trailblazer на ланцюзі Rallycross. Рангові матчі порівняно набагато стриманіші; на колії можуть використовуватись лише призначені машини. Версії для портативних PlayStation Portable, Nintendo DS а також Nintendo Wii не мають онлайн гру (незважаючи на те що змогу вони мали), лише локальну мережеву гру.

## Водії
В DiRT 2 гравцеві належить змагатися з такими знаменитими гонщиками, як Кен Блок (Ken Block), Тревіс Пастрана (Travis Pastrana), Дейв Мірра (Dave Mirra), Таннер Фауст (Tanner Foust) та багато інших. 

## Список автомобілів
В DiRT 2 представлено більше 20 автомобілів: 
- BMW Z4 M Coupe Motorsport
- Colin McRae R4
- Mitsubishi Eclipse GT
- Mitsubishi Lancer Evolution IX
- Mitsubishi Lancer Evolution X
- Nissan 350Z
- Pontiac Solstice GXP
- Subaru Impreza STI  Group N 2005 року
- Subaru Impreza WRX STI 2008 року

Позашляховики
- Bowler Nemesis
- Chevrolet Silverado CK-1500
- Dodge Power Wagon
- Dodge Ram Trophy Truck
- Honda Ridgeline
- Hummer H3
- Hummer HX
- Kincaid Ford F-150 Trophy Truck
- Mitsubishi Racing Lancer
- Toyota FJ Cruiser
- Volkswagen Race Touareg 2
- West Coast Choppers Stuka TT

Багги
- Brian Ickler Buggy
- DeJong MXR
- Herbst Smithbuilt Buggy
- PRC-1 Buggy

+ бонусні машини, яких у вільному продажу немає: 
- Dallenbach Special
- Ford Escort MkII
- Ford RS200 Evolution
- MG Metro 6R4
- Mitsubishi Pajero Dakar 1993
- Subaru Impreza WRX STI 1995 року
- Toyota Stadium Truck

## Відгуки
| Агрегатор    | Оцінка                                                                           |
| ------------ | -------------------------------------------------------------------------------- |
| GameRankings | 90.00% (PC) 87.19% (PS3) 87.07% (Xbox 360) 69.50% (DS) 56.37% (PSP) 52.71% (Wii) |
| Metacritic   | 89 (PC) 87 (PS3) 87 (Xbox 360) 72 (Nintendo DS) 56 (PSP) 51 (Wii)                |

| Видання      | Оцінка |
| ------------ | ------ |
| Eurogamer    | 8/10   |
| GameSpot     | 9/10   |
| GameTrailers | 9.0/10 |
| IGN          | 8.4/10 |

Гра зайняла третє місце в номінації «Рейсинг року» (2009) журналу Ігроманія.

## Саундтрек
| Список треків | Список треків                                  | Список треків           | Список треків |
| #             | Назва                                          | Виконавець              | Тривалість    |
| ------------- | ---------------------------------------------- | ----------------------- | ------------- |
| 1.            | «Mountains»                                    | Biffy Clyro             |               |
| 2.            | «Blind Man»                                    | Black Stone Cherry      |               |
| 3.            | «Shout»                                        | Black Tide              |               |
| 4.            | «Jeremy Kyle Is a Marked Man»                  | Blakfish                |               |
| 5.            | «Helicopter»                                   | Bloc Party              |               |
| 6.            | «Talons»                                       | Bloc Party              |               |
| 7.            | «Ich betäube mich»                             | Deichkind               |               |
| 8.            | «The Fantastic Journey of the Underground Man» | De Staat                |               |
| 9.            | «Sideways Here We Come»                        | Die! Die! Die!          |               |
| 10.           | «All Around the World»                         | Dinosaur Pile-Up        |               |
| 11.           | «Wannabe in LA»                                | Eagles of Death Metal   |               |
| 12.           | «Ground for Divorce»                           | Elbow                   |               |
| 13.           | «Ulysses»                                      | Franz Ferdinand         |               |
| 14.           | «In the Hospital»                              | Friendly Fires          |               |
| 15.           | «Lovesick»                                     | Friendly Fires          |               |
| 16.           | «A Hope in Hell»                               | Glamour of the Kill     |               |
| 17.           | «Violent and Young»                            | Iglu & Hartly           |               |
| 18.           | «Good Love»                                    | Kram                    |               |
| 19.           | «My Delirium»                                  | Ladyhawke               |               |
| 20.           | «Never Take Us Alive»                          | Madine Lake             |               |
| 21.           | «Work on You»                                  | MSTRKRFT                |               |
| 22.           | «Treading Water»                               | Proceed                 |               |
| 23.           | «Warriors Dance»                               | Prodigy                 |               |
| 24.           | «Lost Weekend»                                 | Qemists                 |               |
| 25.           | «Little Sister»                                | Queens of the Stone Age |               |
| 26.           | «Injection»                                    | Rise Against            |               |
| 27.           | «Say Aha»                                      | Santogold               |               |
| 28.           | «They Say»                                     | Scars on Broadway       |               |
| 29.           | «There's No Secrets This Year»                 | Silversun Pickups       |               |
| 30.           | «Bumpin»                                       | Steadlür                |               |
| 31.           | «Red Lights Flash»                             | Templeton Pek           |               |
| 32.           | «Steve McQueen»                                | The Automatic           |               |
| 33.           | «Men's Needs»                                  | The Cribs               |               |
| 34.           | «Radio Heart»                                  | The Futureheads         |               |
| 35.           | «Edith»                                        | The Hot Melts           |               |
| 36.           | «1989»                                         | The Rakes               |               |
| 37.           | «This Is the One»                              | The Stone Roses         |               |
| 38.           | «I Won't Let You Down»                         | The Subways             |               |
| 39.           | «Science of Fear»                              | The Temper Trap         |               |
| 40.           | «The Rat»                                      | The Walkmen             |               |
| 41.           | «I'm a Rope»                                   | Tommy Sparks            |               |
| 42.           | «Save It for the Bedroom»                      | You Me at Six           |               |
| 43.           | «Restless»                                     | Unkle feat. Josh Homme  |               |
| 44.           | «Let's Talk About It»                          | White Denim             |               |
| 45.           | «To Lose My Life»                              | White Lies              |               |
| 46.           | «Y Control»                                    | Yeah Yeah Yeahs         |               |

## Сиквел
У березні 2011 вийшло продовження Dirt 3. Із заголовка зник напис Colin McRae, у зв'язку зі смертю Коліна Мак-Рея 2007 року, Тоді розробник зміг домовитися на ще одну відеогру Colin McRae Dirt 2 (в США вже тоді був тільки Dirt 2), а після його сім'я розірвала контракт з Codemasters.